# Castelo de Droupt-Saint-Basle

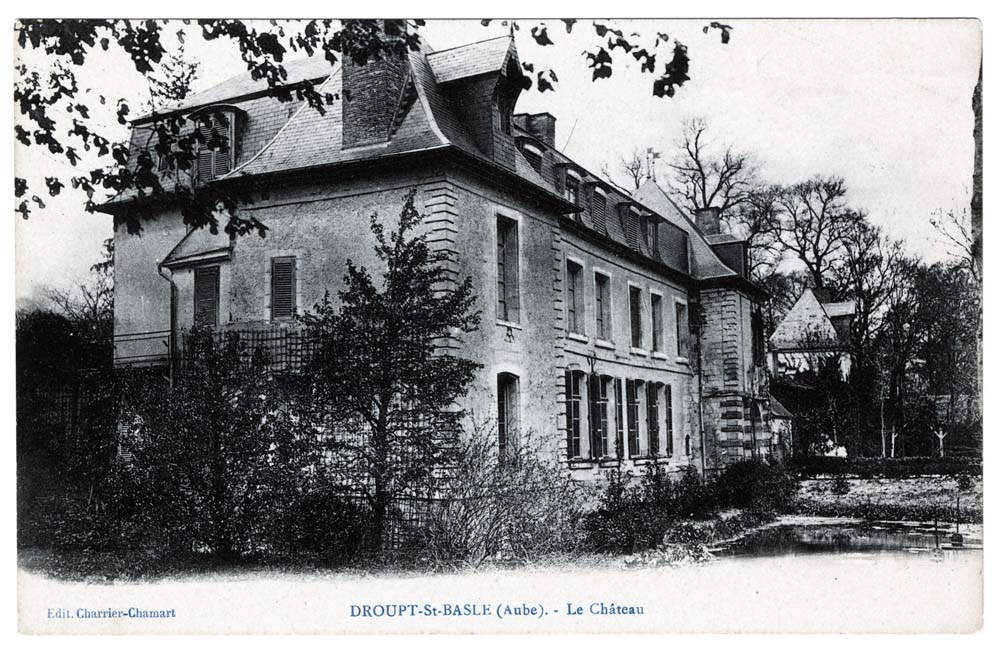
Château de Droupt-Saint-Basle

O Château de Droupt-Saint-Basle é um castelo e château na comuna de Droupt-Saint-Basle, no departamento de Aube, na França.
Partes do edifício foram adicionado à lista de monumentos históricos em 1987 e 1993. A família Paupe, que o mantém, instalou um museu de artes populares.

## Descrição
Possui ainda fosso cheio de água, ponte levadiça para carroças e outra para pedestres num portão monumental. Três edifícios dispostos em forma de U dão para um pátio com vários relvados. Uma torre de um canto é um pombal.